# Redbeds
Rode lagen (Engels: red beds) zijn sedimentaire gesteenten die gevormd worden onder zuurstofrijke, continentale omstandigheden. De rode kleur is afkomstig van ijzeroxiden zoals hematiet, die ontstaan door een oxidatiereactie met ijzer. Het gesteente krijgt zo een donkerrode kleur. Bij een zeer hoog zuurstofgehalte kunnen de gesteenten ook zwart verkleuren.
De ouderdom van redbeds is nooit hoger dan ongeveer 2,0 miljard jaar (midden Proterozoïcum). Voor die tijd was het zuurstofgehalte in de atmosfeer te laag om de oxidatie van ijzer op grote schaal mogelijk te maken.